# Stanley Tucci
Stanley Tucci (Peekskill, 11 november 1960) is een Amerikaans acteur en regisseur van Italiaanse afkomst. Hij werd in 2010 genomineerd voor een Oscar voor zijn bijrol in de bovennatuurlijke dramafilm The Lovely Bones. Meer dan vijftien andere filmprijzen werden hem daadwerkelijk toegekend, waaronder Golden Globes voor zijn rollen in de televisiefilms Winchell en Conspiracy, Primetime Emmy Awards voor die in de televisiefilm Conspiracy en zijn gastrol in Monk en een Golden Satellite Award voor zijn bijrol in de televisieserie Murder One. Tucci debuteerde in 1996 als regisseur met de zelfgeschreven en geproduceerde film Big Night, waarvoor hij samen met Joseph Tropiano een Independent Spirit Award won voor beste eerste scenario evenals de scenarioprijs van het Sundance Film Festival 1996.

## Carrière
Tucci's eerste rol voor de camera was die als een soldaat in de film Prizzi's Honor uit 1985. Het kleine begin groeide uit tot een cv waarop inmiddels meer dan vijftig films staan. Na 25 titels besloot Tucci een poging te wagen ook andere taken op zich te nemen. Zodoende debuteerde hij in 1996 met Big Night als scriptschrijver, producent én regisseur. Tevens speelde hij een hoofdrol in zijn eigen geesteskind.

Hoewel inmiddels gedebuteerd als regisseur, gaf Tucci daarom nog niet de brui aan het acteren. Zijn aantal filmrollen was in 2007 verdubbeld sinds zijn regiedebuut, terwijl hij met Joe Gould's Secret en The Impostors het regisseren er af en toe bij deed.
Hoewel op Tucci's cv filmrollen flink in de meerderheid zijn, mijdt hij het acteren in televisieseries niet. Doorgaans blijft dit wel beperkt tot het spelen van personages die tien afleveringen of minder in een serie te zien zijn. Een uitzondering hierop vormt het personage Richard Cross, die Tucci 22 afleveringen speelde in Murder One (1995-1996).
Een van de films die Tucci regisseerde was Blind Date uit 2007. Dit betrof een remake van een gelijknamige Nederlandse film uit 1996 van de in 2004 vermoorde Theo van Gogh, aan wie Tucci zijn versie op de aftiteling opdraagt. In Blind Date speelt hij evenals in zijn regiedebuut Big Night zelf een van de hoofdrollen. Op National Geografic Chanel is hij de host van programma waarin een culinaire reis wordt gemaakt door Italië.

## Privé
Tucci trouwde in 1995 met Kathryn 'Kate' Louise Spath, met wie hij drie kinderen  kreeg. Zij overleed in april 2009 aan de gevolgen van kanker. Tucci hertrouwde in 2012 met Felicity Blunt, de oudere zus van actrice Emily Blunt. Ze leerden elkaar kennen tijdens de opnamen voor The Devil Wears Prada. Ze hebben samen een zoon en een dochter, geboren in resp. 2015 en 2018.
Tucci's  zus Christine Tucci heeft als actrice eveneens meer dan dertig rollen achter haar naam, in haar geval met name personages die een of enkele keren verschijnen in televisieseries.

## Filmografie

### Als acteur
*Exclusief televisiefilms
| - Conclave (2024) - Jolt (2021) - Supernova (2020) - The Silence (2019) - Nomis (2018) - A Private War (2018) - Patient Zero (2018) - Show Dogs (2018) - Submission (2017) - The Children Act (2017) - Transformers: The Last Knight (2017) - Beauty and the Beast (2017) - The Hunger Games: Mockingjay - Part 2 (2015) - Spotlight (2015) - Larry Gaye: Renegade Male Flight Attendant (2014) - The Hunger Games: Mockingjay - Part 1 (2014) - A Little Chaos (2014) - Transformers: Age of Extinction (2014) - Muppets Most Wanted (2014) - Mr. Peabody & Sherman (2014) - The Hunger Games: Catching Fire (2013) - The Fifth Estate (2013) - Percy Jackson: Sea of Monsters (2013) - The Wind Rises (2013) - Some Velvet Morning (2013) - Jack the Giant Slayer (2013) - Gambit (2012) - The Company You Keep (2012) - The Hunger Games (2012) - Captain America: The First Avenger (2011) - Margin Call (2011) - Burlesque (2010) - Easy A (2010) - Space Chimps 2: Zartog Strikes Back (2010, stem) - The Lovely Bones (2009) - Julie & Julia (2009) - The Tale of Despereaux (2008, stem) - Space Chimps (2008, stem) - Kit Kittredge: An American Girl (2008) - Swing Vote (2008) - What Just Happened? (2008) - Blind Date (2007) - Four Last Songs (2007) - The Hoax (2006) - The Devil Wears Prada (2006) - Lucky Number Slevin (2006) - Robots (2005, stem) | - Shall We Dance? (2004) - The Terminal (2004) - The Life and Death of Peter Sellers (2004) - Spin (2003) - The Core (2003) - Maid in Manhattan (2002) - Road to Perdition (2002) - Big Trouble (2002) - The Whole Shebang (2001) - America's Sweethearts (2001) - Sidewalks of New York (2001) - Joe Gould's Secret (2000) - In Too Deep (1999) - A Midsummer Night's Dream (1999) - The Impostors (1998) - Montana (1998) - The Eighteenth Angel (1998) - A Life Less Ordinary (1997) - Life During Wartime (1997) - Deconstructing Harry (1997) - Big Night (1996) - The Daytrippers (1996) - A Modern Affair (1995) - Sex & the Other Man (1995) - Kiss of Death (1995) - Jury Duty (1995) - Lulu Askew (1995) - Somebody to Love (1994) - Mrs. Parker and the Vicious Circle (1994) - It Could Happen to You (1994) - The Pelican Brief (1993) - Undercover Blues (1993) - The Public Eye (1992) - The Gun in Betty Lou's Handbag (1992) - Prelude to a Kiss (1992) - Beethoven (1992) - In the Soup (1992) - Billy Bathgate (1991) - Quick Change (1990) - Men of Respect (1990) - Fear, Anxiety & Depression (1989) - The Feud (1989) - Slaves of New York (1989) - Monkey Shines (1988) - Who's That Girl (1987) - Prizzi's Honor (1985) |

### Als regisseur
- Final Portrait (2017)
- Blind Date (2007)
- Joe Gould's Secret (2000)
- The Impostors (1998)
- Big Night (1996)

## Televisieseries
*Exclusief eenmalige gastrollen
- Inside Man - Grieff (2022, vier afleveringen)
- What If...? (2021, stem in twee afleveringen)
- Feud - Jack L. Warner (2017, acht afleveringen)
- BoJack Horseman - stem Herb Kazzaz (2014-2020, twaalf afleveringen)
- ER - Dr. Kevin Moretti (2007-2008, tien afleveringen)
- 3 lbs. - Dr. Douglas Hanson (2006, zes afleveringen)
- Freedom: A History of Us - Document Voice (2003, zeven afleveringen)
- Bull - Hunter Lasky (2000, vijf afleveringen)
- Murder One - Richard Cross (1995-1996, 22 afleveringen)
- Equal Justice - Detective Frank Mirelli (1991, drie afleveringen)
- Wiseguy - Rick Pinzolo (1988-1989, vijf afleveringen)
- Miami Vice - Frank Mosca (1986-1988, drie afleveringen)